# Carla Parada
Carla Andrea Parada Barba (Santa Cruz de la Sierra, Bolivia) es una política boliviana. Parada se desempeñó como viceministra de Salud y promoción de Bolivia desde el 2 de febrero de 2015 hasta el 30 de enero de 2017, durante el tercer gobierno del presidente Evo Morales Ayma.
Carla Parada nació en la ciudad de Santa Cruz de la Sierra. Desde el año 2013 empezó a trabajar en el área técnica del viceministerio de salud y promoción como funcionaria pública durante la gestión del ministro Juan Carlos Calvimontes. El 23 de enero de 2017 la viceministra Ariana Campero fue posesionada en el cargo de ministra de Salud por el presidente Evo Morales Ayma, la cual a su vez, Campero posesionó a Parada en el cargo de viceministra de Salud el 2 de febrero de 2015.
El 17 de mayo de 2016 la viceministra rechazó el paro de los trabajadores y profesionales de la salud.
| Predecesor: Ariana Campero Nava | Viceministra de Salud y Promoción de Bolivia 2 de febrero de 2015 - 30 de enero de 2017 | Sucesor: Álvaro Terrazas Peláez |